# Astreopora myriophthalma
Espèce
Statut de conservation UICN

 LC  : Préoccupation mineure
Statut CITES

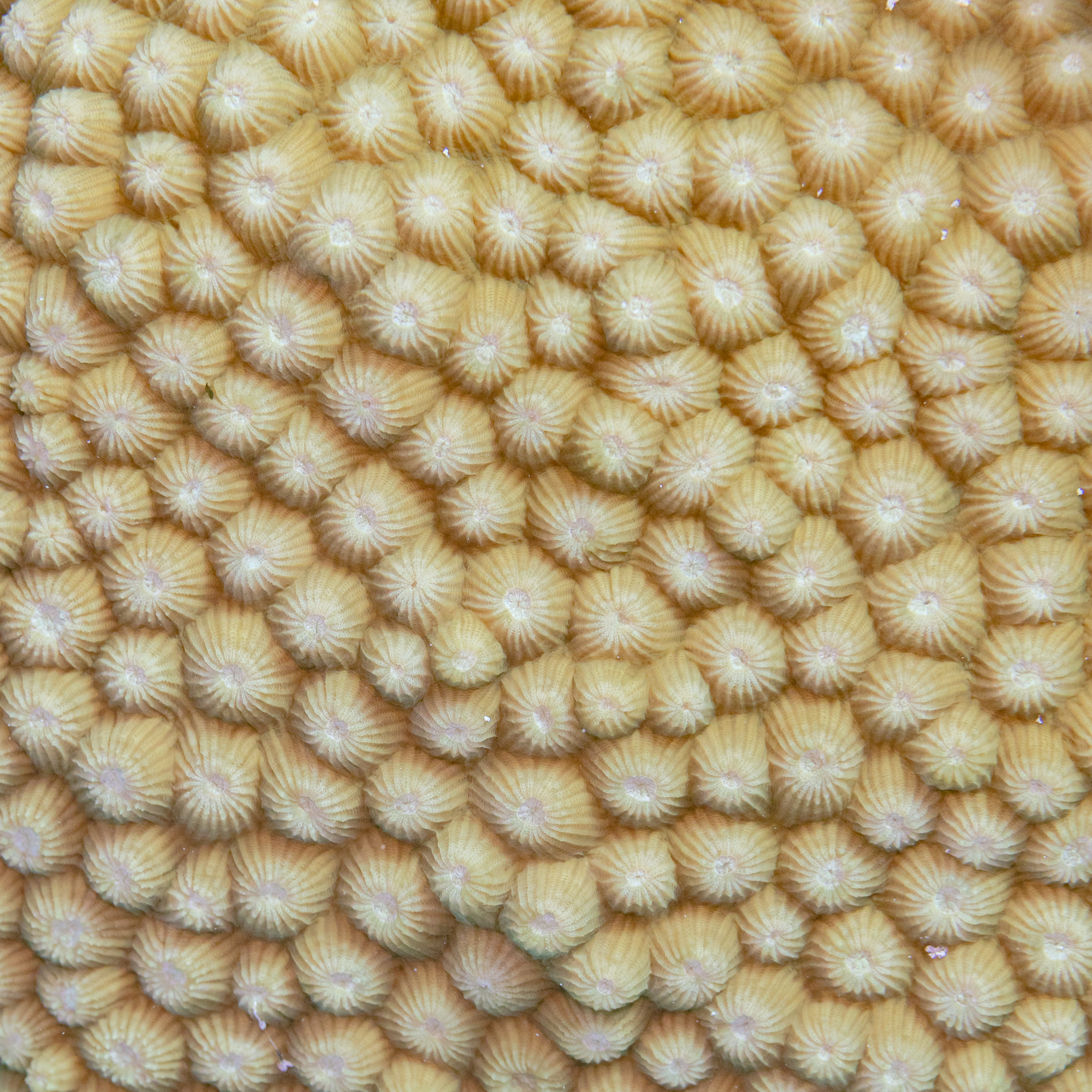
Corallites dAstreopora myriophthalma en mer Rouge. Avril 2023.

Astreopora myriophthalma est une espèce de coraux appartenant à la famille des Acroporidae.